# Winthemia andersoni
Winthemia andersoni är en tvåvingeart som beskrevs av Guimaraes 1972. Winthemia andersoni ingår i släktet Winthemia och familjen parasitflugor.
Artens utbredningsområde är Arizona. Inga underarter finns listade i Catalogue of Life.